# Рот, Клаус Фридрих
Кла́ус Фри́дрих Рот (нем. Klaus Friedrich Roth; 29 октября 1925, Бреслау — 10 ноября 2015, Инвернесс) — британский математик, работавший в области теории чисел, профессор. Лауреат Филдсовской премии за 1958 год.

## Биография
Родился в Бреслау (сейчас это город Вроцлав в Польше), в еврейской семье, бежавшей в 1933 году в Великобританию. В 1945 году окончил Питерхаус-колледж Кембриджского университета. В 1946 году начал работать в университетском колледже Лондона под руководством Теодора Эстерманна. В 1961 году получил должность профессора там же. В 1966 году перебрался в Имперский колледж Лондона, где занимал профессорскую должность вплоть до ухода на пенсию в 1988 году. После этого продолжал работать там же в качестве приглашённого профессора до 1996 года.

## Научные достижения
В 1952 году Рот доказал, что подмножества целых чисел положительной плотности должны содержать бесконечно много арифметических прогрессий длины три. Это утверждение стало первым нетривиальным случаем более общей теоремы Семереди.
Его самый известный результат — теорема Туэ — Зигеля — Рота (часто называемая просто теоремой Рота) — был получен в 1955 году, когда Рот ещё являлся простым преподавателем в университетском колледже Лондона. За это доказательство Рот был награждён в 1958 году  Филдсовской премией.

## Названы в его честь
- Теорема Туэ — Зигеля — Рота